# 鳳凰街道 (南京市)
鳳凰街道（ほうおうがいどう）は、南京市鼓楼区の街道。現行行政地名は鳳凰街道莫愁新寓社区、鳳凰街道西城嵐湾社区などの社区12個がある。

## 行政区画
社区12個を管轄する。
| 番号 | 社区名       | 番号 | 社区名       |
| ---- | ------------ | ---- | ------------ |
| 01   | 鳳凰熙岸社区 | 07   | 鳳凰花園社区 |
| 02   | 白雲園社区   | 08   | 莫愁新寓社区 |
| 03   | 藍天園社区   | 09   | 教工新村社区 |
| 04   | 鳳凰街社区   | 10   | 蘇城苑社区   |
| 05   | 鳳凰西街社区 | 11   | 華陽佳園社区 |
| 06   | 鳳凰二村社区 | 12   | 西城嵐湾社区 |

## 施設
・介護施設：
・図書館：

### 交通
・地下鉄の駅：

### 教育
・大学：
・中学：
・小学：

### 医療
・病院：

### 娯楽
・体育館：